# Lijst van presidenten van de Generalitat Valenciana
Hieronder een lijst van presidenten van de Generalitat Valenciana, de hoogste bestuurlijke functie van de Spaanse autonome gemeenschap Valencia, sinds de invoering van de democratie in 1978.
| Afbeelding           | President                    | Ambtsperiode | Partij |
| -------------------- | ---------------------------- | ------------ | ------ |
| Josep Lluís Albiñana | Josep Lluís Albiñana i Olmos | 1978-1979    | PSOE   |
| Foto gewenst         | Enrique Monsonís Domingo     | 1979-1982    | UCD    |
| Foto gewenst         | Joan Lerma i Blasco          | 1982-1995    | PSOE   |
| Eduardo Zaplana      | Eduardo Zaplana              | 1995-2002    | PP     |
| Foto gewenst         | José Luis Olivas             | 2002-2003    | PP     |
| Francisco Camps      | Francisco Camps              | 2003-2011    | PP     |
| Alberto Fabra        | Alberto Fabra                | 2011-2015    | PP     |
| Ximo Puig            | Ximo Puig                    | 2015-2023    | PSOE   |
| Carlos Mazón         | Carlos Mazón                 | 2023-heden   | PP     |